# Take a Bow (singel Madonny)
Take a Bow – drugi singel promujący album Madonny pt. Bedtime Stories. Ballada napisana przez Babyface'a i Madonnę jest dotychczas największym hitem piosenkarki w Stanach Zjednoczonych. Na początku 1995 roku piosenka spędziła na pierwszym miejscu listy Billboard Hot 100 7 tygodni z rzędu. Jednocześnie utwór odniósł umiarkowany sukces w Europie. Singel sprzedał się na całym świecie w ilości 1 mln egzemplarzy.

## Nagranie i kompozycja
Take a Bow został nagrany w studiu The Hit Factory w Nowym Jorku, a mastering i miks został przeprowadzony w Sterling Sound Studios w Nowym Jorku. Babyface wspomina, że był zdenerwowany nagrywaniem z Madonną, ponieważ obawiał się, że Madonna jest „perfekcjonistką” w studiu, przez co ostatecznie praca nad albumem będzie czasochłonna. Było to jednak jedno z najszybszych nagrań i miksów. Piosenka była wspierana przez pełne orkiestrowe smyczki i był to również pierwszy raz, kiedy Babyface pracował z żywymi smyczkami. Babyface wspomina także, że użycie w piosence strun było „sugestią [Madonny] i to Nellee Hooper faktycznie [ułożyła struny]. Pracowała z nimi już wcześniej, ale dla mnie było to nowe doświadczenie”. Wraz z Hooperem, Jessie Leavey, Craig Armstrong i Susie Katiyama pracowali również nad smyczkami i dyrygenturą.

## Teledysk
Teledysk do Take a bow Madonny został nakręcony na terenie areny walki byków Plaza de Toros w andaluzyjskiej miejscowości Ronda w Hiszpanii. Pierwotnie nagranie teledysku w tym miejscu stało pod znakiem zapytania ze względu na sprzeciw lokalnych działaczy, którym nie podobał się kontrowersyjny wizerunek Madonny. Ostatecznie jednak uznano, że pojawienie się w teledysku znanej piosenkarki zabytku miasteczka wpłynie pozytywnie na jego rozpoznawalność. W teledysku tym wystąpił prawdziwy torreador Emilio Muñoz, który otrzymał za to zapłatę w wysokości 7 mln hiszpańskich peset.

## Listy sprzedaży
| Kraj              | Najwyższa pozycja | Sprzedaż |
| ----------------- | ----------------- | -------- |
| Australia         | 15                | 15 000   |
| Austria           | 22                | -        |
| Brazylia          | 1 (3 tygodnie)    | -        |
| Europa            | 15                | -        |
| Francja           | 25                | 65 000   |
| Japonia           | 1 (3 tygodnie)    | -        |
| Kanada            | 1                 | 35 000   |
| Niemcy            | 18                | 150 000  |
| Norwegia          | 13                | -        |
| Stany Zjednoczone | 1 (7 tygodni)     | 615 000  |
| Szwajcaria        | 8                 | -        |
| Szwecja           | 19                | -        |
| Wielka Brytania   | 16                | 110 000  |
| Włochy            | 2                 | -        |